# Richard Gadd
Richard Gadd, född 11 maj 1989 i Wormit, Fife, är en brittisk skådespelare, manusförfattare och komiker.
Gadd har bland annat medverkat i TV-serierna Code 404 och Wedding Season.
År 2016 framförde Gadd den självbiografiska föreställningen Monkey See Monkey Do vid Edinburgh Festival Fringe. Föreställningen, som skildrar hur Gadd blev utsatt för sexuella övergrepp, vann Edinburgh comedy award på festivalen. 2019 skapade han föreställningen Baby Reindeer, även den självbiografisk och med premiär på Edinburg Fringe. Föreställningen skildrar hur han blev stalkad av en medelålders kvinna. År 2024 hade Gadds miniserie Baby Reindeer premiär på Netflix. Serien bygger på de båda föreställningarna. Serien blev mycket populär och uppmärksammad och ledde till att han bland annat vann tre Emmy Awards.

## Filmografi (i urval)
- 2020–2022 – Code 404 (TV-serie)
- 2022 – Wedding Season (TV-serie)
- 2024 – Baby Reindeer (TV-serie)